# Igreja Branca (Bucareste)
A Igreja Branca (em romeno: Biserica Albă) é um templo da Igreja Ortodoxa Romena situado na Avenida da Vitória, uma das principais artéria do centro de Bucareste, a capital da Roménia. Está classificada como monumento histórico de interesse nacional, com o número B-II-m-A-19861.
A iconóstase da igreja é de grande valor artístico. É uma obra da segunda metade do século XVIII, que originalmente pertencia a uma igreja situada onde atualmente se situa o Ateneu Romeno. Devido a essa igreja ter ficado em ruínas, a iconóstase foi transladada para a Igreja Branca. É ricamente decorada com relevos com motivos florais, zoológicos e bestiários, com admirável realismo de movimentos. Tem também três águias bicéfalas de Bizâncio e dos Cantatuzinos, várias faces humanas, Salomé com a coroa dos voivodas e a cabeça de São João num prato, indicando a origem estrangeira da obra. Há ainda duas bolas de aparência chinesa.

## História

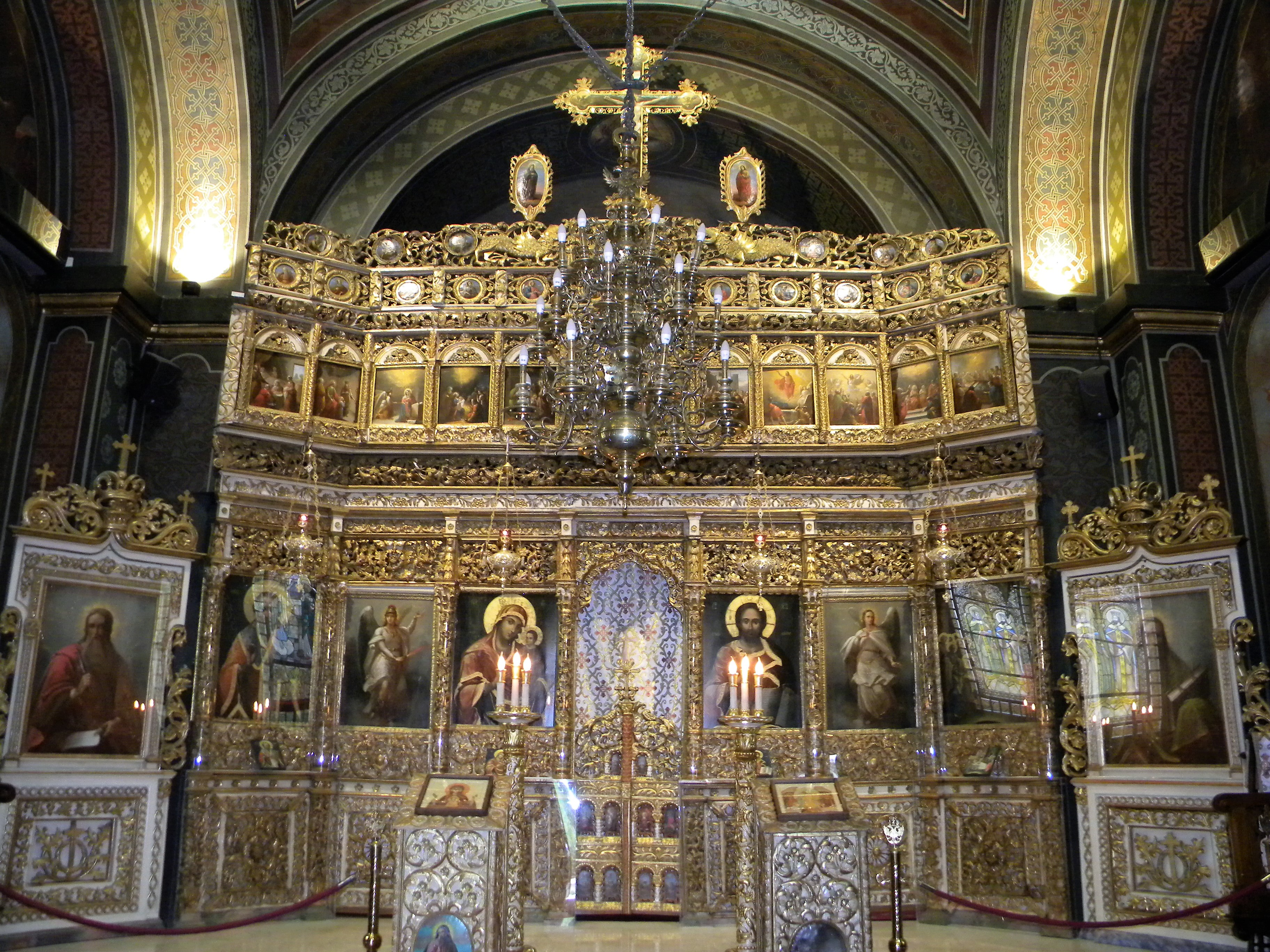
Iconóstase da Igreja Branca
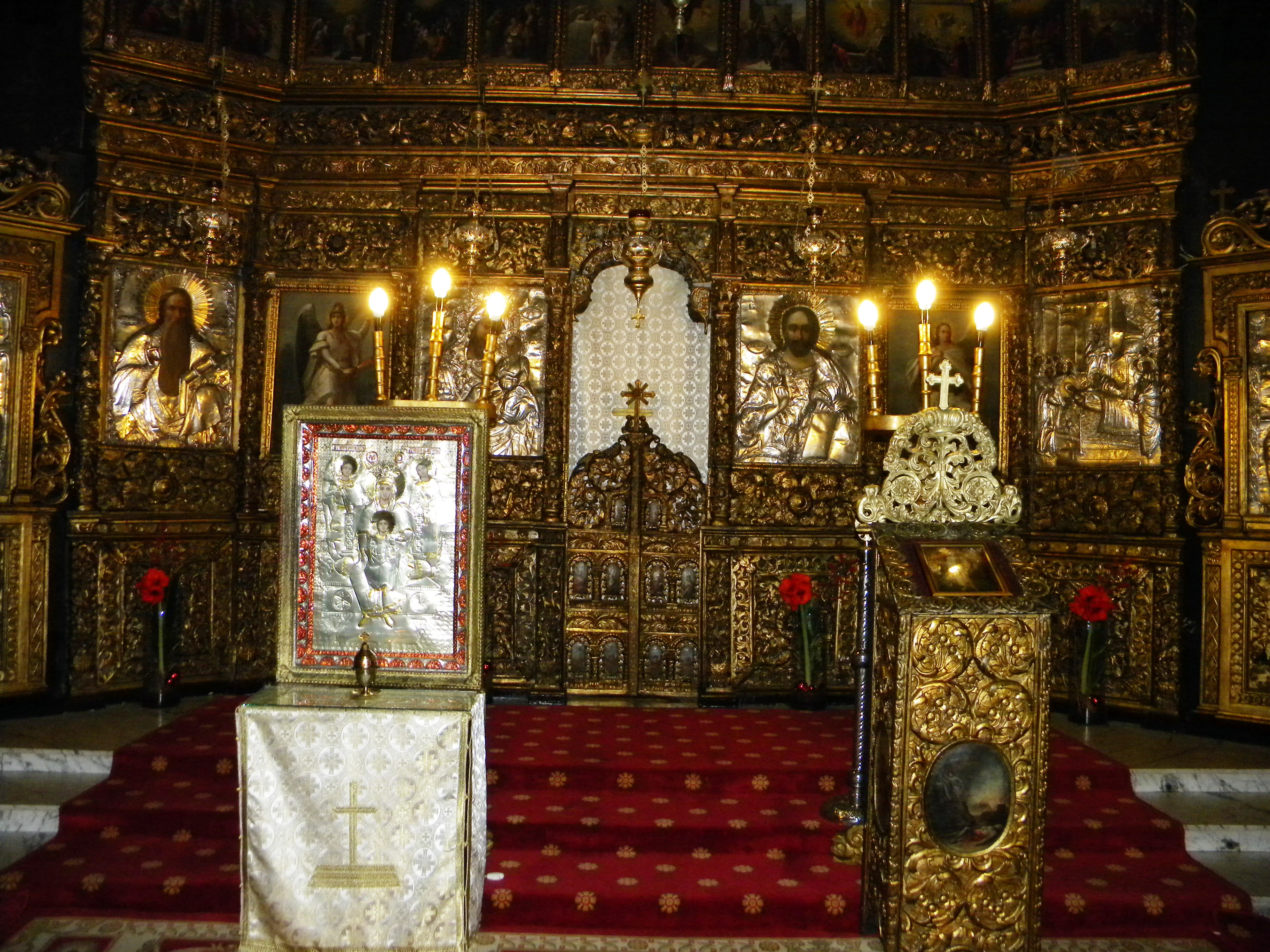

O registo mais antigo sobre a existência dum local de culto onde hoje se situa a igreja Albă data do início do século XVIII. Na igreja há um ícone de São Nicolau, a quem a igreja era dedicada, datado de 1702. Alguns vestígios dessa igreja primitiva foram encontrados durante as escavações realizadas em 2012, nas quais foram descobertas as ruínas das paredes do altar, do nau e da iconóstase. O altar situava-se onde está o pronau da igreja atual.
Em 1827, a igreja foi reconstruída, pois encontrava-se em muito maus estado devido a vários sismos. Em 1873 passou novamente por um restauro de grande envergadura e foi igualmente reparada em 1909, 1914, 1941, 1945, 1964, 1977, 1988 e 2012-2014.